# Direitos LGBTI em Andorra

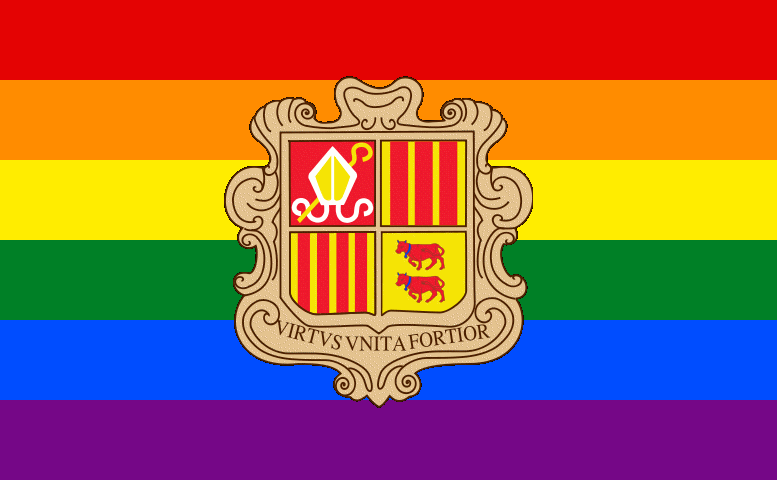

Os direitos LGBTI em Andorra avançaram significativamente no século XXI. [carece de fontes?]

## Dados
Legalização da homossexualidade:
- A homossexualidade foi despenalizada em 1790[carece de fontes?]

Idade de consentimento sexual:
- Sim, a partir dos 16 anos para homossexuais e heterossexuais

Proteção legal de casais homossexuais:
- O acesso igualitário a união civil está permitido desde 2005[1]
- O matrimônio entre pessoas do mesmo sexo está permitido desde 2023[1]

Direito a reprodução e adopção:
- O direito a adoptar conjuntamente está permitido desde 2014[2]

Outros direitos:
- O serviço militar não existe, por tanto nenhum tipo de discriminação neste sentido

## Situação Social em Andorra
Andorra é um dos países europeus mais tolerantes em quanto ao tema da homossexualidade, tal e como destacam os diferentes estudos realizados no território. A homossexualidade tem o apoio e aceitação da maioria da povoação, contrariamente às instituições públicas que já demostraram várias vezes a sua homofobia.
Em 6 de setembro do 2002, a comunidade LGBT fez-se visível por primeira vez a través de um comunicado protesto disponível no site gayandorra.com que contesta o facto dos homossexuais andorranos não poderem dar sangue. Existe uma associação LGBT de nome SOM COM SOM (Somos Como Somos em catalão), primeira associação do país, fundada o 23 de junho de 2003, dia do primeiro desfile do Orgulho Gay do país, celebrado na capital Andorra la Vella. A associação é a responsável de várias campanhas informativas sobre o sida e sobre os direitos do coletivo LGBT em Andorra. Pouco depois a criação de SOM COM SOM, várias personagens públicas decidiram sair do armário. É o caso de Belén Rojas e de Paloma Olea, mas também de Marc Pons, do partido socialista andorrano (Partit Socialdemòcrata, em catalão) e de Juli Fernàndez, do partido dos verdes andorranos (Partit Verds d’Andorra, em catalão).
O partido dos verdes andorranos participou nos Eurogames de 2008, celebrados em Barcelona nas disciplinas de petanca e ciclismo.

## Legislação e direitos
A idade de consentimento sexual está fixada nos 16 anos, tanto para homossexuais como para heterossexuais. Existem, também, outras leis contra a discriminação que protegem os homossexuais contra discriminação por identidade sexual no direito civil e no código de trabalho. É o caso, por exemplo, da constituição que no seu artigo 6 impede todo tipo de discriminação e que no seu artigo 5 legaliza na sua totalidade o texto da Declaração dos Direitos do Homem.
Em 2005 o parlamento andorrano aprovou a Lei de União Civil que autoriza as uniões entre heterossexuais mas também homossexuais. No entanto, esta lei não permite a adopção aos homossexuais nem o casamento. Temas que foram tratados pela primeira vez em Andorra graças ao partido dos verdes em  2004. Mas não foram os únicos, o partido socialista andorrano também debatiu o tema durante as eleições de 2009, em que prometeram legalizar o matrimónio homossexual se ganhassem; e todo derivado da polémica surgida em 2004, momento no que a povoação do país aprendeu estupefata que nem as autoridades andorranas nem o próprio estado francês permitiam o coletivo LGBT dar sangue.
O caso toma começo no ano 2002 quando um homossexual desposto a dar sangue é rejeitado da clínica por gostar de homens. Andorra mantem, efetivamente, um convenio com França, concretamente com o ”Établissement Français du Sang” de Toulouse, o EFS, encarregado das transfusões sanguíneas do Principado. Esta situação, anormal, parte da proibição exercida sobre os homossexuais que estão proibidos de dar sangue em França, o que repercute no acordo assinado com Andorra.
O estado francês argumenta que o coletivo homossexual masculino é de risco e, por tanto, deve ser excluído das transfusões sanguíneas. Argumentos desconcertantes, sabendo que qualquer pessoa que se ofereça para dar sangue, seja homossexual ou não, de cor branca ou preta, de nacionalidade chinesa ou alemã, está obrigada a passar testes que certificam que não existe risco nenhum de contágio. A Ministra Francesa de Sanidade, Roselyne Bachelot, em 2009 amplia a idade para dar sangue, que passa de 65 a 70 anos, mas mantém e argumenta novamente a proibição, que data do 1983 e que já faz tempo que choca a sociedade francesa.
SOM COM SOM, segundo informa o jornal Público, leva a situação por ante o Defensor do Cidadão andorrano, Ricard Fiter, que promete que não se tornará a reproduzir. Mas, em 2004 torna a acontecer. Um casal homossexual dirige-se a clínica de doações quando é rejeitado uma vez mais. O EFS relembra que existe uma suposta incompatibilidade entre o acordo andorrano e a lei francesa. Albert Pintat, presidente da época, decide então declarar para o periódico El País: “os direitos de quem recebe o sangue devem prevalecer”, deixando visível a sua homofobia, mas também a do seu partido político que reagirá do mesmo modo.
Em 2004 o partido dos verdes d’Andorra, e vista a situação, denuncia publicamente a homofobia existente no parlamento e declara levar o caso para os tribunais andorranos. Dois anos mais tarde, em 2006, a Associação de Médicos Progressistas e o sindicato operário espanhol situado na Seu d’Urgell (sitio de residência de um dos dois copríncipes de Andorra) decidem levar o caso por ante a Organização Internacional do Trabalho e ao Tribunal Europeu de Direitos do Homem de Estrasburgo. A agrupação denuncia a discriminação feita ao coletivo gay, mas também o teste sexológico que deve passar qualquer imigrante que queira se estabelecer em Andorra, a raiz do qual pode ser expulso e que impede, além d’isso, os seropositivos trabalharem no país.
Em 2009, o Tribunal Constitucional andorrano decanta em contra do coletivo LGBT. Concretamente, diz não haver nenhum tipo de discriminação pois o facto de proibir os homossexuais de dar sangue “protege aqueles que devem recebê-lo”. A equipe de SOM COM SOM decide então de ir para o Tribunal Europeu de Direitos do Homem.
No mesmo ano, a Ministra de Presidéncia do Governo, Conxita Marsol, atuando como portavoz do Governo, declara no jornal Público que “o Governo andorrano está muito satisfeito pelo serviço oferecido até agora pela empresa e não tem intenção de mudar de companhia”. O Tribunal andorrano está formado por magistrados espanhóis, franceses e andorranos. Do lado espanhol, neste momento, o sítio estava ocupado por Miguel Herrero de Miñón, exmilitant do Partit Popular, partido responsável do atraso em quanto aos diretos do coletivo LGBT em Espanha, também responsável do genocídio linguístico do catalão ainda vivo, do atraso em quanto ao aborto e caverna restante da ditadura de Franco que colaborou estreitamente com a Igreja Católica e que continua ainda a colaborar com a esperança de tornar a Espanha em um país nacionalcatólico.
Em Andorra, por razões históricas, existem dois príncipes que correspondem ao presidente da República Francesa e ao bispo da Seu d’Urgell (situada na Catalunha, Espanha). No ano da aprovação da constituição andorrana, cedeu-se a independência a Andorra sempre que esta mante-se a figura de estes dois copríncipes. Deste modo, os dois copríncipes garantem a união do país assim como a sua representação no estrangeiro mas não governam, nem têm o direito de intervir na política andorrana. No entanto, têm o direito de escolher magistrados para o Tribunal Constitucional e a obrigação de assinar e promulgar as leis aprovadas pelo paralamento.
Em 2010 com a entrada do partido socialista no parlamento e governo, um novo acordo é assinado com o governo da Catalunha de modo a autorizar os homossexuais a dar sangue. Sítio, cabe lembrar, em que os matrimônios de mesmo sexo e a adopção dos mesmos é autorizada. No mesmo ano, os militantes do partido socialista serão formados em políticas de igualdade e proteção da mulher, descapacitados, homossexuais,...
Cabe dizer, também, que será uma vitória de curta duração posto que o partido não conseguirá finalizar a legislatura de 4 anos. Em Andorra a direita conservadora, tem um peso muito importante entre o eleitorado. Consciente d’isso, a direita andorrana moverá céu e mar para impedir a aprovação do orçamento do estado. O partido socialista não terá mais remédio que convocar novas eleições.
No mês de junho de 2011, o parlamento francês manda abaixo a proposição de lei do partido socialista que autorizava o matrimônio homossexual. Mas o partido não desanima e nas eleições de 2012, o candidato François Hollande, promete legalizar os casamentos entre pessoas do mesmo sexo assim como abolir a proibição dos homossexuais darem sangue. Declarações valentes para um país que não falou quase nada no caso andorrano, que paradoxalmente implica o estado francês. Um estado que originou a Declaração dos Direitos do Homem, mas que ainda não legalizou os matrimônios homossexuais.
No mesmo ano, o jornal Periòdic d'Andorra anuncia que a associação SOM COM SOM dissolve-se. O jornal aproveita a ocasião para repassar os últimos barômetros de opinião da povoação em quanto a homossexualidade, mas também para repassar o histórico de SOM COM SOM.
Por outro lado, o coletivo LGBT respira por fim em 2012. O Consell General dels Joves (Conselho Geral dos Jovens, uma espécie de parlamento para os estudantes) legaliza com maioria quase absoluta (24 votos a favor, 1 em contra e 3 abstenções) o matrimônio gay, alegando que não defende-lo seria uma forma mais de racismo. Mas, apesar da boa iniciativa, esta lei não tem nenhum tipo de vinculação jurídica e portanto não tem legalidade. Efectivamente, El Consell General dels Joves é uma iniciativa criada pelo parlamento andorrano que pretende ensinar os estudantes do país o funcionamento de uma democracia, fazendo-os participar ativamente no processo de criação e aprovação de uma lei. Assim, as leis aprovada por este parlamento de jovens não tem legalidade mas servem de barómetro para medir a evolução de mentalidades, mas também para enfocar sobre as preocupações dos jovens do país.
Finalmente, cabe dizer que o caso das doações de sangue não é um caso isolado de discriminação no país. Em 2000 um rapaz de 17 anos e de nacionalidade portuguesa agride e mata outro jovem homossexual. O Tribunal Constitucional anula parcialmente a sentença por considerar que ouve “abuso excessivo dos termos sexo e orientação sexual,...” 